# Mai 1863

## Événements

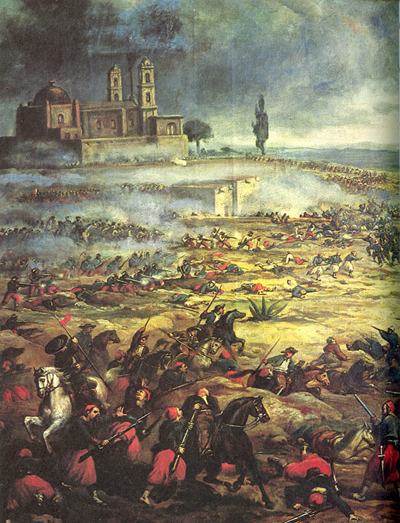
5 mai : siège de Puebla

- 2 - 6 mai, États-Unis : victoire de Lee à la bataille de Chancellorsville, aux États-Unis.

- 5 mai, Expédition française au Mexique : bataille de San Pablo del Monte.

- 8 mai, Expédition française au Mexique : bataille de San Lorenzo.

- 11 mai : début du règne de Rasoherina, reine de Madagascar (fin en 1868).
  - Le Premier ministre Raharo prend la tête d’une conspiration et proclame reine Rabodo, première femme du roi Radama II. Certains auteurs pensent que Radama est tué ce jour-là, d’autres estiment qu’il a pu s’échapper et se réfugier en pays Sakalava où il serait mort quarante ans plus tard.
  - Raharo épouse la reine Rabodo qui prend le nom de Rasoherina (la chrysalide). Le pouvoir exécutif, jusqu’alors prérogative du souverain, passe dans les mains du Premier ministre qui gouverne en dictateur.
  - Madagascar dénonce les concessions foncières aux Européens ainsi que les « traités inégaux » conclus par Radama II en 1862 et envoie une ambassade en Europe pour expliquer son bon droit.

- 13 mai, Espagne : inauguration du chemin de fer de Montblanch à Reus (Compañia del ferrocarril de Montblanch a Reus).

- 14 mai, États-Unis : après des échecs répétés devant Vicksburg, Grant traverse le Mississippi, et vainc Johnston à Jackson.

- 17 mai, Expédition française au Mexique : les forces mexicaines à Puebla se rendent aux troupes françaises, avec 26 généraux, 303 officiers supérieurs, 12 000 prisonniers et 50 canons.

- 18 mai :
  - États-Unis : siège de Vicksburg.
  - Espagne: inauguration de la section Miranda de Ebro-Haro du chemin de fer de Tudela à Bilbao (Compañía del Ferrocarril de Tudela a Bilbao).

- 23 mai : fondation à Leipzig de l’Association générale des travailleurs allemands (Allgemeiner Deutscher Arbeiterverein). Elle prend son essor à partir des associations culturelles et poursuit l’objectif de l'instauration du suffrage universel direct et d'une législation sociale par des moyens légaux et pacifiques. Son fondateur, l’avocat Ferdinand Lassalle, défend la primauté de l’action politique sur le combat économique des salariés.

- 26 mai : le roi d’Afghanistan Dost Mohammad reprend Herat aux mains des Perses depuis 1856, et contraint le khan à la fuite.

- 31 mai, France : aux élections législatives, « victoire » relative de l’opposition (deux millions de voix contre 5,3 millions pour le gouvernement). 17 républicains (dont Émile Ollivier) sont élus à la Chambre. Adolphe Thiers est élu à Paris. Échec un peu partout des orléanistes. Quinze monarchistes élus. Quinze élus indépendants. 27 % d’abstentions.

## Naissances
- 1er mai : Lucie Manvel, comédienne de théâtre française († 3 novembre 1943).
- 14 mai : John Charles Fields, mathématicien canadien.
- 19 mai : John Alexander Mathieson, premier ministre de l'Île-du-Prince-Édouard.